# ضفدع أحمر الأقدام
ضفدع أحمر الأقدام[بحاجة لمصدر] (الاسم العلمي: Rana aurora) (بالإنجليزية: red-legged frog)‏ هي نوع من البرمائيات يتبع جنس الضفدع الحقيقي من فصيلة الضفادع الجنوبية.